# Hilkka Riihivuori
Hilkka Maria Riihivuori, née Kuntola le 24 décembre 1952 à Jurva, est une fondeuse finlandaise.

## Biographie
Originaire de Jurva et membre du club de ski local, elle est parmi les meilleures fondeuses dea années 1970. Elle remporte notamment quatre médailles d'argent aux Jeux olympiques (en relais en 1972 et 1976 et sur le cinq kilomètres, derrière Raisa Smetanina et le dix kilomètres, derrière Barbara Petzold en 1980).
Après une première médaille olympique en relais en 1972, elle s'illustre individuellement aux Jeux du ski de Lahti, où elle prend la deuxième place au dix kilomètres. Sur les Jeux du ski de Suède, elle réalise la même performance au dix kilomètres en 1972.
Aux Championnats du monde 1974, elle ne remporte aucune médaille, mais cette année, elle s'impose au Festival de ski de Holmenkollen sur le dix kilomètres.
Les 1978 est la compétition lui apportant le plus de succès, gagnant son seul titre sur le relais et prenant la médaille d'argent au cinq kilomètres et de bronze au dix kilomètres, elle y est aussi quatrième du vingt kilomètres.
En 1982, pour sa dernière saison active au niveau mondial, elle prend part à la Coupe du monde, mais surtout aux Championnats du monde à Oslo, où elle monte sur trois podiums individuels : médaille d'argent au cinq et dix kilomètres et médaille de bronze au vingt kilomètres.
De 1980 à 1982, elle est désignée athlète féminine finlandaise de l'année. En 1977, elle reçoit la Médaille Holmenkollen, notamment pour ses succès au Festival de ski de Holmenkollen (dix kilomètres en 1974 et 1980 ; cinq kilomètres en 1977).
Elle est cousine d'Erkki Antila, biathlète.

### Jeux olympiques
| Édition | Âge | 5 km   | 10 km  | 3/4 × 5 km relais |
| ------- | --- | ------ | ------ | ----------------- |
| 1972    | 19  | 5e     | 8e     | Argent            |
| 1976    | 23  | 4e     | 9e     | Argent            |
| 1980    | 27  | Argent | Argent | 5e                |

### Championnats du monde
| Édition | Âge | 5 km   | 10 km  | 20 km  | 4 × 5 km relais |
| ------- | --- | ------ | ------ | ------ | --------------- |
| 1974    | 21  | —      | —      | NC     | 4e              |
| 1978    | 25  | Argent | Bronze | 4e     | Or              |
| 1982    | 29  | Argent | Argent | Bronze | 4e              |

### Coupe du monde
- Meilleur classement général : 12e en 1982.
- 3 podiums individuels : 2 deuxièmes places et 1 troisième place.

Jusqu'en 1999, les podiums obtenus aux Championnats du monde comptent en tant que podiums de Coupe du monde

#### Classements par saison
| Season | Âge | Classement général |
| ------ | --- | ------------------ |
| 1982   | 29  | 12e                |